# Zinho (Aderbal Pericles Farías)
Aderbal Pericles Farías filho, más conocido como Zinho (nacido el 25 de junio de 1969 en Río de Janeiro), es un exfutbolista brasileño. Se desempeñaba como mediocampista.

## Carrera
Debutó en Campo Grande AC, equipo de su ciudad natal. Luego alternó entre Guaraní de Campinas e Inter de Porto Alegre, pasando a Vasco da Gama a mediados de la década de 1990.
Con Internacional se coronó a nivel nacional en la Copa de Brasil 1992 y a nivel estadual en el Campeonato Gaúcho 1991, 1992 y 1994.
En 1996 llegó emigró al fútbol argentino, fichando por Rosario Central. En el equipo canalla jugó en una temporada 14 partidos y convirtió 2 goles. Continuó luego en Gimnasia y Esgrima de Jujuy, para retornar en 1998 a Vasco. Cerró su carrera en Olaria.
Con Vasco fue campeón del Torneo Río-São Paulo y de la Taça Río en 1999.

## Clubes
| Club                        | País      | Año       |
| --------------------------- | --------- | --------- |
| Campo Grande AC             | Brasil    | 1988-1989 |
| Guaraní                     | Brasil    | 1990      |
| Internacional               | Brasil    | 1991      |
| Guaraní                     | Brasil    | 1991      |
| Internacional               | Brasil    | 1992-1994 |
| Vasco da Gama               | Brasil    | 1995-1996 |
| Rosario Central             | Argentina | 1996-1997 |
| Gimnasia y Esgrima de Jujuy | Argentina | 1997-1998 |
| Vasco da Gama               | Brasil    | 1998-1999 |
| Olaria                      | Brasil    | 2000      |

## Palmarés

### Torneos nacionales
| Equipo                | País   | Título         | Año  |
| --------------------- | ------ | -------------- | ---- |
| Inter de Porto Alegre | Brasil | Copa de Brasil | 1992 |

### Torneos regionales
| Equipo                | País   | Título               | Año  |
| --------------------- | ------ | -------------------- | ---- |
| Inter de Porto Alegre | Brasil | Campeonato Gaúcho    | 1991 |
| Inter de Porto Alegre | Brasil | Campeonato Gaúcho    | 1992 |
| Inter de Porto Alegre | Brasil | Campeonato Gaúcho    | 1994 |
| Vasco da Gama         | Brasil | Torneo Río-São Paulo | 1999 |
| Vasco da Gama         | Brasil | Taça Río             | 1999 |